# 만우절
만우절(萬愚節, 영어: April Fools' Day, April Fool's Day, All Fools' Day)은 매년 4월 1일에 악의 없는 가벼운 거짓말로 서로 속이면서 즐기는 날이다. 명절이나 공휴일은 아니지만 서양의 여러 지역에서 일종의 기념일로 여긴다.

## 유래
만우절의 시작에 대해 정확히 알 수 없으나 여러 언급과 가설들이 있다.
4월 1일과 어리석음 사이의 연관성은 근대 영시의 창시자로 불리는 제프리 초서의 캔터베리 이야기(1392년)에서 찾아볼 수 있다. 어떤 사람들은 만우절을 언급한 가장 오래된 자료가 이 이야기라고 하지만 오류가 존재한다. 수녀와 수도사의 이야기(Nun's Priest's Tale)에서 허영심 많은 수탉 샹티클리어가 여우에게 속는 장면이 나오는데, 이는 "3월이 시작된 지 서른 날하고 이틀째", 즉 3월 1일로부터 32일째 되는 날, 4월 1일을 의미한다. 그러나 초서가 실제로 4월 1일을 언급한 것인지는 명확하지 않다. 같은 이야기에서 태양이 "황소자리에서 21도를 지났을 때"라고도 설명하는데, 이는 4월 1일이 아니다. 현대 학자들은 남아 있는 필사본에 필사 오류가 있으며, 초서가 실제로 "3월이 지나간 뒤"라고 썼을 가능성이 높다고 본다. 그렇다면 이 구절은 원래 3월이 끝난 뒤 32일째 되는 날, 즉 5월 2일을 의미했을 것이다.
1508년, 프랑스 시인 엘루아 다메르발(Eloy d'Amerval)은 poisson d'avril(4월의 물고기, 즉 만우절 장난)이라는 표현을 사용했으며, 이는 프랑스에서 만우절을 가리키는 최초의 언급일 가능성이 있다. 중세 시대에 유럽 대부분의 도시에서는 새해 첫날이 3월 25일에 시작되었다. 이때 프랑스의 일부 지역에서는 3월 25일부터 4월 1일까지 춘분제를 열고 축제 마지막날(4월1일)에는 선물을 교환하며 신년 잔치를 벌였다고 한다. 그러다 1563년 트리엔트 공의회에서 논의된 샤를 9세의 루시용 칙령(Edict of Roussillon)에 의해 공식적으로 지금의 4월 1일에서 1월 1일로 새해가 변경되었다. 하지만 새해 첫날이 바뀌었다는 것을 알지 못하는 사람들이 있었고 그들은 놀림감이 되었다. 또 이들이 갓 부화한 물고기처럼 아무것도 모른 채 쉽게 낚여서 그들을 ‘4월의 물고기’라는 의미의 poisson d'avril(쁘와송 다브릴)이라고 불렸다는 것이다. 그러나 이 가설에는 문제가 있다. 플랑드르 시인 에두아르 드 데네(Eduard de Dene)가 1561년에 쓴 한 시에서 귀족이 4월 1일에 하인을 어리석은 심부름을 보내며 놀리는 내용이 나오는데, 이는 1월 1일을 새해로 바꾸기 전에 이미 만우절 전통이 존재했음을 의미하기 때문이다. 또한, 영국에서는 1월 1일이 새해 첫날로 확립되기 전부터 만우절 전통이 자리 잡고 있었다. 하지만 이 또한 1563년 전부터 1월 1일을 새해 첫날로 기념하기 시작했다고 반박될 수 있다.
이 밖에도 만우절의 유래에 대한 다음과 같은 설도 있다.
1. 부활절에 상연된 기적극에서 유래했다. 예수가 4월 1일에 처형되었다는 믿음에서 나왔다.
2. 성경에 나오는 노아의 홍수 때 물이 빠져나가고 있는지를 확인하기 위해 비둘기를 보낸 날이 4월 1일이었으며, 헛된 심부름을 보낸다는 고사에서 유래한 것이라고 한다.
3. 로마 농업의 여신 케레스를 기념하던 축제에서 비롯한 것이다.
4. 그레고리력으로 바뀐 뒤로 프랑스 사람들이 계속 농담조로 신년의 선물을 하거나 인사를 하는 데에서 유래하였다.
5. 과거 인도에서는 춘분부터 3월 31일까지 불교의 설법이 진행됐고 사람들은 이 수행 기간이 끝나는 31일을 야유절(揶揄節)이라 불렀는데 당시 사람들은 야유절에 남에게 장난치고 헛심부름을 시킨 것에서 유래한 것이다.[14][15] 현재는 훌리(Huli)라는 풍습으로 남아있다.

조선시대에는 첫눈 내리는 날이 만우절이었다. 이 날 만큼은 거짓말을 하여도 눈감아주었다.

## 사례
- 스파게티 나무 : BBC의 텔레비전 프로그램인 '파노라마'가 1957년에 방영한 유명한 장난이다. 이 프로그램에서, 스위스에 있는 나무에서 스파게티를 수확하는 장면을 보여주자, 많은 사람들이 BBC에 전화를 걸어 스파게티 나무의 재배법을 알고 싶어했다. 이후로도 BBC는 거의 해마다 기발한 만우절 장난을 치는 것으로 잘 알려져 있다.
- 타코 자유의 종 : 1996년 미국 회사 타코 벨이 자유의 종을 사들여 '타코 자유의 종'으로 이름을 변경했다는 내용의 광고를 뉴욕 타임즈에 실었다. 사실 여부에 대한 질문에 백악관 대변인 마이클 맥커리는 링컨 기념관도 팔려, '포드 링컨 머큐리 기념관'으로 이름이 바뀔 것이라고 대답했다.
- 피사의 사탑 : 1950년대 한 네덜란드 TV에서 피사의 사탑이 무너졌다는 보도를 했을 때 많은 사람들이 충격을 받았으며, 일부는 이를 한탄하면서 방송국에 전화하기도 했다.
- 빌 게이츠의 암살 : 한 네티즌이 CNN과 똑같은 모방 사이트를 만들어 '빌 게이츠가 암살'되었다고 보도한 내용을 사이트에 올렸는데 이를 보고 많은 공영 방송에서 빌 게이츠가 암살되었다는 내용을 보도한 적이 있다. 대한민국에서는 MBC와 YTN 마저도 이에 속아넘어가 속보로 이를 전한 후 사과방송을 하기도 하였다.[17]
- 구글의 사투리 검색 : 2008년 만우절에는 구글이 '사투리 검색'을 새로 시작한다고 하였다.
- 블리자드사의 장난 : 블리자드는 매년 만우절 장난을 잘 치기로 유명하다. 주로 자사의 게임에 관한 것들인데, 진짜 같은 스크린샷까지 같이 올리기 때문에 많은 사람들이 속아 넘어가며 사내에 만우절 장난을 전담하는 팀이 있다는 소문까지 있을 정도이다.[18]

| 연도   | 게임                 | 내용                                                                           | 동영상 | 비고                                                         |
| ------ | -------------------- | ------------------------------------------------------------------------------ | ------ | ------------------------------------------------------------ |
| 2008년 | 스타크래프트 2       | 타우렌 마린[19][20](동영상[21])[22]을 테란족의 새로운 유닛이라고 소개          | 유튜브 | 타우렌 마린 소개                                             |
| 2009년 | 스타크래프트 2       | 테란족에서 테라트론[23]을 만들었다고 소개[24]                                  | 유튜브 | 테라트론 소개                                                |
| 2009년 | 디아블로 3           | 새로운 캐릭터 "Archivist"를 소개                                               | 유튜브 |                                                              |
| 2009년 | 월드 오브 워크래프트 | 새로운 영웅 "방랑시인" 및 아이템 몇 종 소개                                    | 유튜브 |                                                              |
| 2010년 | 스타크래프트 2       | 은폐 잠복중인 액션 피겨를 팝니다.[25][26]                                      |        | 잠복중인 바퀴 액션 피겨 암흑기사 스태츄 은신중인 유령 스태츄 |
| 2011년 | 종합 소식[27]        | 마누제르 구라킨[28][29]의 2011년 만우절 프로젝트 소개                          |        |                                                              |
| 2011년 | 스타크래프트 2       | 위대한 리그의 탄생.[30] 스타크래프트 관측선 스태츄[31] 한정 판매               |        |                                                              |
| 2011년 | 월드 오브 워크래프트 | 레알 서바이벌[32] 월드 오브 워크래프트 원기 회복의 식탁[31] 및 생선 통구이[31] |        |                                                              |
| 2011년 | 디아블로 II          | 젖소방의 변신[33]                                                              |        |                                                              |
- 라이엇 게임즈사의 장난 : 라이엇 게임즈 역시 블리자드처럼 만우절 장난을 치는 편인데, 2011년에는 '우르프'라는 챔피언을 출시한다는 장난을 쳤고, 2020년에는 '핑구'라는 챔피언을 출시한다는 장난 외에도 많은 장난을 하였다. 또한 만우절 기념으로 각종 스킨을 내기도 하며, 매년 만우절 기념으로 다양한 이벤트를 보여주고 있다.
- 니코니코 동화 2.0(笑) : 당시 SP1 버전으로 운영되던 니코니코동화가 2008년에 만우절 이벤트인 니코니코 동화 2.0(笑)으로 하루간 변경되었다. 이벤트였지만 지적받았던 인터페이스 개선, 코멘트 역류 기능, 피자배달기능(@피자 코멘트)가 추가되는 등의 변경사항이 있었다. 참고로 업로드 서버인 스마일 비디오(smile video)도 이름이 하루간 슬라임 비디오(slime video)로 변경됐었다.
- 하늘을 나는 펭귄: 2008년 BBC는 남극에서 하늘을 나는 펭귄 무리가 발견되었다는 가짜 뉴스를 전했다. 몇몇 펭귄들이 추위를 피하기 위해 하늘을 날아 남미까지 여행한다는 내용이었다. 여기에는 유명 코미디언 테리 존스가 직접 남극을 찾아 펭귄들의 비행 장면을 목격하는 매우 그럴듯한 영상이 곁들여져 전 세계 인터넷에서 폭발적인 인기를 끌었다.[34] 이 영상의 제작 과정도 공개되었는데, 테리 존스의 스튜디오 촬영과 컴퓨터 그래픽만으로 만든 것이었다.[35][36][37]
- 웹사이트들의 홈페이지 조작 : 2009년 싸이월드는 두벌식 한글 자판에서 cyworld를 한글 상태에서 치면 '쵸재깅'이라고 나온다는 점에 착안하여 사이트 이름을 쵸재깅으로 개편하기도 하였다.[38] 또한 파란닷컴은 90년대 PC통신이었던 하이텔(HiTEL)의 파란화면으로 개편하여 웃음을 주기도 하였다.[39] 또한 2011년에는 네이트 홈페이지의 로고를 쵸재깅으로 바꾸고[40] 인기리에 종영한 드라마 주인공을 소재로 한 가상 왜떴을까를 노출하였다.[41] 한편 백괴사전에서는 2010년에는 불법정보에 대한 차단 안내를 대문으로 내걸었으며 2011년에는 만우절을 맞아 모든 링크를 거꾸로 표시하는 일이 일어났었다. 또한, 사진은 표시되지 않았다.[42] 나무위키의 대문도 매년 만우절 때마다 바꾸고 있다.
- 기타 언론사들의 거짓 보도들 : 이 외에도 영국의 언론 '텔레그래프'가 보도한 '하늘을 나는 호텔, 최초비행 시작', 가디언지 '인쇄물 서비스 종료, 모든 서비스를 트위터로 진행', 뉴질랜드의 헤럴드 "MS의 애플인수' 등 수많은 거짓 기사들을 내보냈다.[43]
- 마인크래프트: 모장 스튜디오는 매년 마인크래프트 만우절 버전을 공개하고 있다.

## 만우절의 부작용
대한민국에서는 만우절에 주로 경찰서와 소방서에 장난전화를 거는 것이 대표적이다. 이에 대해 대한민국 정부는 만우절 장난전화는 범죄 행위라고 규정하고 최대 200만원의 벌금을 부과하는 등 강력하게 조치할 것이라고 밝혔다. 2018년 만우절(4월 1일)에 경찰서나 소방서에 장난전화를 거는 일이 많이 줄었다. 부산소방안전본부 등의 집계를 보면 만우절 장난전화는 2010년 19건이던 것이 2011년 7건으로 줄었고, 2012년부터는 아예 없거나 1건에 그쳤고, 2016년 만우절에는 단 한 건의 장난전화도 없었다고 한다. 부산경찰서에 접수된 만우절 장난전화는 2014년부터 이듬해까지 매년 1건뿐이었다. 경범죄처벌법에 따라 허위신고를 하면 60만원 이하의 벌금이나 구류, 과료의 형에 처해지며, 정도가 심하거나 상습적으로 허위신고를 하면 위계에 의한 공무집행방해죄가 적용되어 5년 이하의 징역 또는 1000만원 이하의 벌금형에 처해진다.

## 같이 보기
- 만우절 RFC